# デジタル・アセット
デジタル・アセットとは、使用権のある、バイナリソースへと変換した文章またはメディアの全てのアイテムのことである。使用権の無いデジタルファイルはアセットではない。デジタルアセットは三つの主要グループにカテゴライズされる: 多分以下のように定義されるであろう: 文章関係のコンテント (デジタルアセット)、画像 (メディアアセット)及びマルチメディア (メディアアセット) (van Niekerk, A.J. 2006)。

## 定義
デジタルアセットの異なるタイプを定義し分類することは、デジタルアセットの管理を理解するのを助ける。そこには、以下をはじめとする、いくつかのデジタルアセット管理(Austerberry, 2004)に関する管理システムが存在する:
1. デジタルアセット管理 (DAM)
2. デジタルコンテント管理 (DCM)
3. エンタープライズコンテンツ管理 (ECM)
4. デジタルメディア管理 (DMM)
5. メディアアセット管理 (MAM)
6. Webコンテントマネージメント (WCM)

## アートアセット
アートアセット (メディアアセット)〔コンピューターグラフィックス (CG)と関連領域 (特にビデオゲームとビジュアルエフェクツプロダクション)における〕は、より大きな製作物の創作に使われる、デジタルメディアの独立した部品のことである。アートアセットは人工的及び写真的なビットマップ (よくテクスチャマッピングに使われる)、ポリゴンメッシュもしくはカーブサーフィスから成る3Dモデル、シェーダー、モーションキャプチャーや手付けされたアニメーションデータ、動画及び音声サンプル、及び時にイラストを含む。
アートの語は、それを作るために使われたソフトウェアもしくはハードウェアからの製作物の創造的(もしくは現実)要素を分類するために使われるが、そこにはデータが何か芸術的であることを必要としない。

## デジタル学習アセット
デジタル学習アセット (DLA) は学習にフォーカスしたデジタルアセットである。DLAは、学習を容易にする目的のための、使用権のある、バイナリソースに変換された全ての形式のコンテントやメディアである。DLAは、オンライン学習において、最も一般的に見うけられる (アカデミックコースワーク、コーポレートトレーニングなど)。